# Diamesa valentinae
Diamesa valentinae är en tvåvingeart som beskrevs av Makarchenko 1990. Diamesa valentinae ingår i släktet Diamesa och familjen fjädermyggor. Inga underarter finns listade i Catalogue of Life.